# IC 5040
IC 5040 је спирална галаксија у сазвјежђу Октант која се налази на листи објеката дубоког неба у Индекс каталогу.
Деклинација објекта је - 76° 41' 11" а ректасцензија 20h 52m 19,5s. Привидна величина (магнитуда) објекта IC 5040 износи 14,6 а фотографска магнитуда 15,2. IC 5040 је још познат и под ознакама ESO 47-14, IRAS 20461-7652, PGC 65615.